# Podgortsi
Podgortsi (en macédonien Подгорци, en albanais Podgorci) est un village du sud-ouest de la Macédoine du Nord, situé dans la municipalité de Struga. Le village comptait 2 160 habitants en 2002. Il est majoritairement albanais.

## Démographie
Lors du recensement de 2002, le village comptait :
- Albanais : 573 ;
- Turcs : 564 ;
- Macédoniens : 376 ;
- Bosniaques : 41 ;
- Valaques : 7 ;
- Autres : 599.

La langue maternelle de la population :
- Macédonien : 1 995 ;
- Albanais : 89 ;
- Turc : 22 ;
- Bosnien : 1 ;
- autres : 53.